# عمر توري
عمر توري (بالإيطالية: Omar Torri)‏ هو لاعب كرة قدم إيطالي في مركز الهجوم، ولد في 30 مارس 1982 في Trescore Balneario ‏ في إيطاليا. لعب مع اتحاد بافيا لكرة القدم وإيه سي ميلان وجونيور بييلا ليبرتاس ونادي لوميتساني ونادي مونزا.

## وصلات خارجية
- عمر توري على موقع قاعدة بيانات كرة القدم.إي يو (الإنجليزية)
- عمر توري على موقع Soccerway.com (الإنجليزية)
- عمر توري على موقع عالم كرة القدم.نت (الإنجليزية)